# Sophie Nyweide
Marion Sophie Nyweide, född 8 juli 2000 i Burlington i Vermont, död 14 april 2025 i Manchester i Vermont, var en amerikansk barnskådespelare. Hon spelade roller i filmer som Bella från 2006, Margot at the Wedding från 2007, Mammut från 2009 och Noah från 2014.
Nyweide var mellan åren 2015 och 2017 placerad på ett behandlingshem avsett för tonåringar i Utah. Hon gick bort av okända orsaker den 14 april 2025, 24 år gammal. Hon var även enligt uppgift gravid vid tillfället av sin död.

## Filmografi (i urval)

### Filmer
| År   | Titel                 | Roll           | Noter |
| ---- | --------------------- | -------------- | ----- |
| 2006 | Bella                 | Bella          |       |
| 2007 | And Then Came Love    | Martha         |       |
| 2007 | Margot at the Wedding | Voglers dotter |       |
| 2009 | Mammut                | Jackie Vidales |       |
| 2010 | An Invisible Sign     | Lisa Venus     |       |
| 2014 | Noah                  | Yngre syster   |       |

### TV-serier
| År   | Titel         | Roll          | Noter                    |
| ---- | ------------- | ------------- | ------------------------ |
| 2007 | I lagens namn | Agatha Archer | Avsnittet "Charity Case" |